# Лютый (тигр)
Тигр Лютый — амурский тигр, проживший 21 год в центре реабилитации диких животных «Утёс» под Хабаровском. Один из старейших тигров на планете.

## Биография
Он был пойман в тайге в 90-х годах и получил при поимке травмы обеих челюстей. У него начался остеомиелит. В 1999 году Лютому сделали операцию, остановившую болезнь, а в 2000 году российские медики вместе с бригадой американских ветеринаров из Института дикой природы Хорнокера, зоопарка города Омаха и Всемирного фонда дикой природы провели уникальную операцию на челюсти тигра.
Иностранные специалисты обездвижили зверя, а российские врачи провели реимплантацию искусственного клыка из серебряно-палладиевого сплава с напылением золота.
Из-за травмы тигр не мог быть возвращён в естественную среду обитания и прожил всю жизнь в реабилитационном центре.
Много лет судьба тигра Лютого привлекала внимание не только журналистов, специалистов, но и гостей Дальнего Востока. В центр реабилитации диких животных «Утёс» делегациями приезжали иностранцы, чтобы посмотреть на уникального зверя.